# Новолетие
Новоле́тие (новогодие, др.-греч. Ἀρχὴ τῆς Ἰνδίκτου) — праздник в Православной церкви, совершаемый 1 сентября (14 сентября), посвящённый наступлению Нового года (Нового лета от Сотворения мира) в богослужебном церковном календаре, в этот день православные христиане просят Бога о даровании благословения на новый, начавшийся год.

## История праздника
История праздника связана с правителями Римской империи. Для сбора налогов императоры установили определённый период в несколько лет: индикт (лат. indiction от лат. indico — назначать цену, оценивать), в конце которого объявляли и собирали подать за это время с населения. В зависимости от урожаев за эти годы и иных причин подать была различная. Император Октавиан Август для сбора подати и начала нового индикта назначил определённое число, день своего рождения — 23 сентября, этого числа придерживались и последующие императоры. Индикт мог быть различным в зависимости от воли императора, от 5 до 15 лет. В 314 году период индикта был регламентирован — 15 лет. Через каждые 15 лет совершался сбор налогов с населения. Около 462 года начало индикта было перенесено на 1 сентября. С 1 сентября начинался новый индикт. Годы в индикте стали называть: первый год индикта, второй год индикта, и т. д. Затем этимология изменилась и стали употреблять выражения: первый индикт, второй индикт…. по отношению к каждому году. В 537 году император Юстиниан I издал 47-ю новеллу и ввёл единообразие в летоисчислении; согласно документу, новый год должен указываться во всех официальных документах империи и начинаться 1 сентября, до этого, как указано в новелле, каждый город имел свою точку отсчёта для летоисчисления. То есть этой новеллой Юстиниан на государственном уровне узаконил новый год — 1 сентября в империи. В дальнейшем значение слова «индикт» у греков претерпело изменение: «индикт» стал синонимом слова «год» или «лето». «Новый индикт» — это «новое лето» или «новолетие» на славянском, по-русски «новый год». В Восточной христианской церкви Юстиниановское новолетие — 1 сентября — было принято в церковный календарь, оно превратилось в церковный праздник. В этот день стали совершать молитвы, в которых Церковь просила у Бога благословение на наступивший новый год.

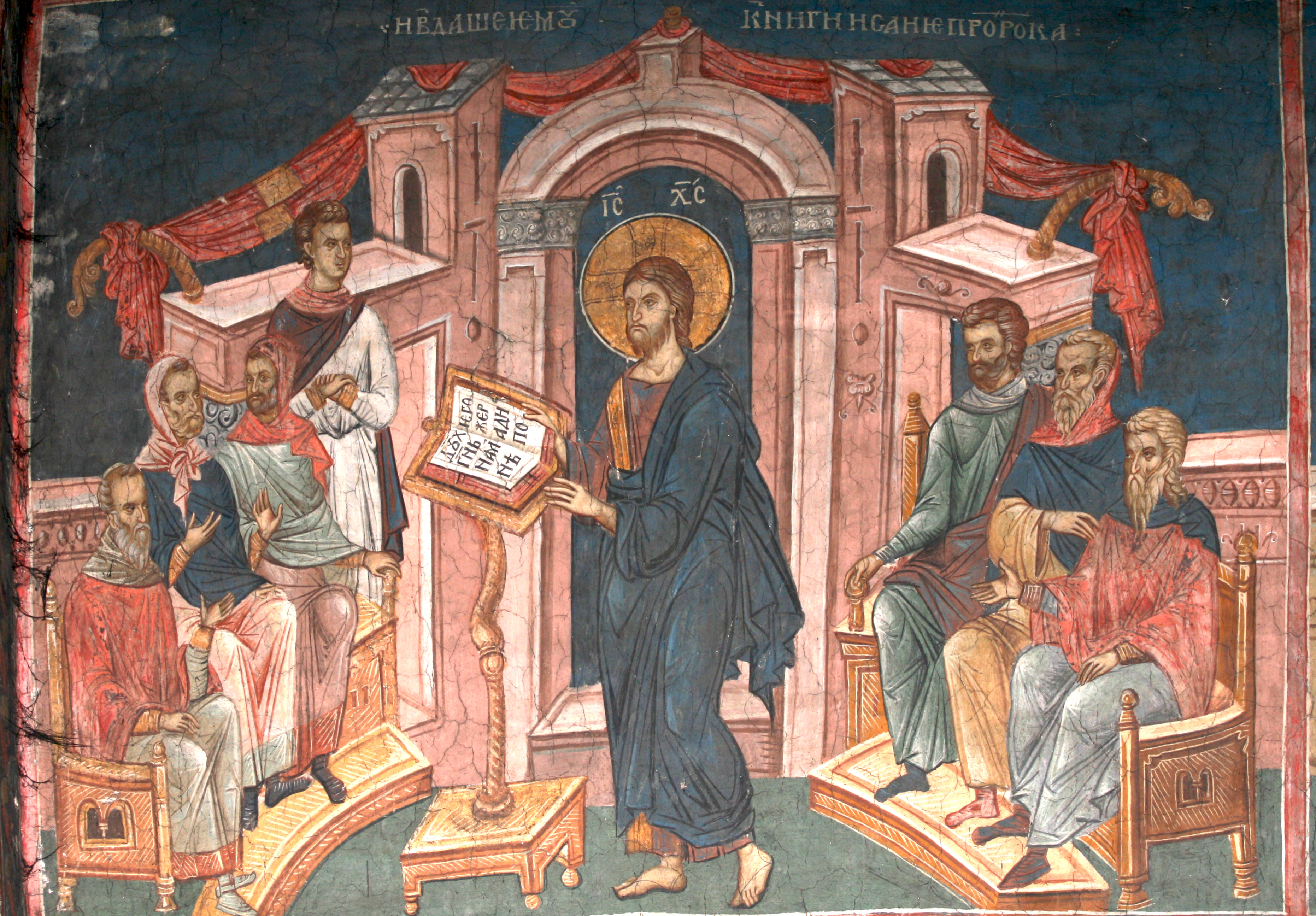
Новолетие; Балканы. Сербия. Дечаны; XIV в.; местонахождение: Сербия. Косово. Монастырь Высокие Дечаны. Алтарь

Начиная с VI века богослужение Новолетия (вечерня, утреня, литургия) постепенно обогатилось песнопениями (стихирами, тропарями, кондаками, канонами) и своими уставными особенными чтениями (паремиями, апостольским и евангельским чтениями), которые, согласно Типикону, являются неотъемлемой частью этого праздника в Православной церкви до настоящего времени.
После Крещения Руси, с конца X века, этот праздник стал православным праздником на Руси. Если годовое гражданское летоисчисление на Руси (в летописях и в иных государственных документах) велось, следуя римскому календарю с 1 марта, то православный календарь начинался с 1 сентября, праздничным богослужением. В 7000 году от сотворения мира (1492 год от Рождества Христова) на Руси гражданский календарь стал также начинаться с 1 сентября.
О праздновании Новолетия в Москве в 1582 году легат и иезуит Антонио Поссевино писал:
Летоисчисление московиты ведут от самого сотворения мира. Нынешний год, от рождества Христова 1582, они считают 7091 от сотворения мира. Начало года у них 1 сентября. Этот день они отмечают всеобщим весельем и всяческими развлечениями. На площади воздвигается помост, на который поднимаются митрополит и великий князь, и возвещают оттуда об окончании года. Митрополит, по обычаю, святит воду и этой водой кропит князя и стоящий вокруг народ, осеняя крестом как самого князя, так и его сыновей, молится об их долгой и счастливой жизни, а народ в это время громко кричит: «Великому государю нашему и детям его многая лета!» Все радостно поздравляют друг друга, желая каждому долгой жизни.
Начиная с 1700 года (7208 года от сотворения мира) царь Пётр I ввёл в России новый гражданский календарь, согласно которому год начинается с 1 января и годы отсчитываются от Рождества Христова. По этой причине[уточнить] торжественный молебен с участием патриарха и царя после утрени и литургии уже служить перестали. Однако церковное Новолетие не исчезло, богослужебные тексты вечерни, утрени и литургии, в которых Церковь просит в этот день у Бога благословение на начавшийся новый год, остались неизменными; и в Православной церкви все годы, включая советский период (уже с новым календарём), именно в этот день православные христиане Русской православной церкви просят Христа Бога благословить новое лето.

## Богослужебное почитание

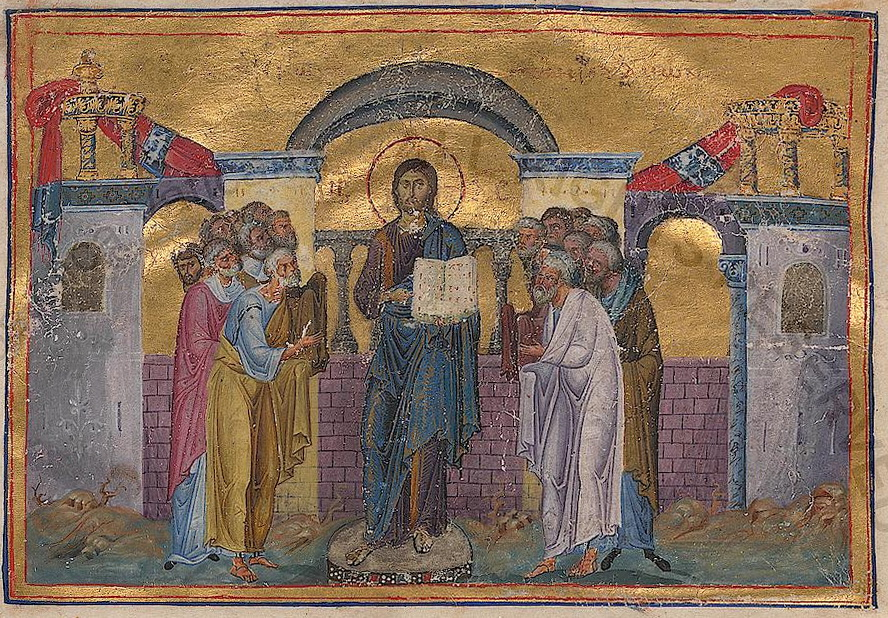
Новолетие. Миниатюра Минология Василия II. 985 год. Ватиканская библиотека. Рим

### Православная церковь
В Русской православной церкви на праздник новолетие служится  славословная служба . Полное название праздника в богослужебных книгах Православной церкви: Начало́ индикта́, е́же есть но́ваго ле́та  (др.-греч. Ἀρχὴ τῆς Ἰνδίκτου, ἤτοι τοῦ νέου Ἔτους), другое древнее славянское название праздника, известное по иконографии, — Летапреложе́ние. В этот же день совершается память Симеона Столпника и матери его Марфы; и память дев постниц и мученика Аммуна диакона, учителя их, поэтому богослужение является соединением трёх служб. Накануне праздника вечером служится великая вечерня, на которой читается паремия — книга пророка Исайи (Ис. 61:1-9) — потому что в этот день Церковь вспоминает, как Господь Иисус Христос, согласно Евангелию от Луки, вошёл в синагогу в городе Назарете и прочитал это место перед молящимися. Слова из данного пророчества: «нарещи́ лѣ́то Госпо́дне прія́тно», по мнению Церкви, относятся к Новолетию. Стихиры праздника были написаны разными гимнографами: Иоанном монахом, Германом, Андреем Пирским; в VIII веке Иоанн Дамаскин написал канон этого праздника. На литургии перед указанным выше 13-м зачалом Евангелия от Луки (Лк. 4:16-22) читается апостольское чтение (258-е зачало) с назиданием об усердной молитве за всех представителей государственной власти (какими бы они ни были):

Ча́до Тимофе́е, молю́ пре́жде всех твори́ти моли́твы, моле́ния, проше́ния, благодаре́ния за вся челове́ки: за царя́ и за вся, и́же во вла́сти суть: да ти́хое и безмо́лвное житие́ поживе́м во вся́ком благоче́стии и чистоте́. Сие́ бо добро́ и прия́тно пред Спаси́телем на́шим Бо́гом, И́же всем челове́ком хо́щет спасти́ся и в ра́зум И́стины приити́. Еди́н бо есть Бог, и еди́н хода́тай Бо́га и челове́ков, челове́к Христо́с Иису́с: Да́вый Себе́ избавле́ние за всех, Ему́же честь и сла́ва во ве́ки веко́в. Ами́нь.
— 1Тим. 2:1-7
|                                    | На греческом | На церковнославянском(транслитерация) | На русском |
| ---------------------------------- | --- | --- | --- |
| Тропарь праздника, глас 2 (Ἦχος β) | Ὁ πάσης δημιουργὸς τῆς κτίσεως, ὁ καιροὺς καὶ χρόνους ἐν τῇ ἰδίᾳ ἐξουσίᾳ θέμενος, εὐλόγησον τὸν στέφανον τοῦ ἐνιαυτοῦ τῆς χρηστότητός σου Κύριε, φυλάττων ἐν εἰρήνῃ τοὺς Βασιλεῖς καὶ τὴν πόλιν σου, πρεσβείαις τῆς Θεοτόκου, καὶ σῶσον ἡμᾶς.         | Всея́ тва́ри Соде́телю, времена́ и ле́та во Свое́й вла́сти положи́вый, благослови́ ве́нец ле́та бла́гости Твоея́, Го́споди, сохраня́я в ми́ре лю́ди и град Тво́й моли́твами Богоро́дицы и спаси́ ны.                            | Всех творений Создатель, время и годы во Своей власти положивый, благослови (новый) год благостью Твоею, Господи, сохраняя в мире люди и город Твой молитвами Богородицы и спаси нас.                                          |
| Кондак праздника, глас 2 (Ἦχος β)  | Ὁ τῶν αἰώνων ποιητὴς καὶ δεσπότης, Θεὲ τῶν ὅλων ὑπερούσιε ὄντως, τὴν ἐνιαύσιον εὐλόγησον περίοδον, σῴζων τῷ ἐλέει σου τῷ ἀπείρῳ, οἰκτίρμον, πάντας τοὺς λατρεύοντας σοὶ τῷ μόνῳ δεσπότῃ, καὶ ἐκβοῶντας φόβῳ, λυτρωτά• εὔφορον πᾶσι τὸ ἔτος χορήγησον. | В Вы́шних живы́й, Христе́ Царю́, всех ви́димых и неви́димых Тво́рче и Зижди́телю, И́же дни и но́щи, времена́ и ле́та сотвори́вый, благослови́ ны́не вене́ц ле́та, соблю́ди и сохрани́ в ми́ре гра́д и лю́ди Твоя́, Многомилости́ве | На Небесах живущий Царь, Христе, всего видимого и невидимого Творец и Создатель, дни и ночи, времена и годы сотворивший, благослови ныне начинающийся год, сбереги и сохрани в мире землю нашу и людей Твоих, Многомилостивый. |

В иконографии «Новолетие» — это изображение Иисуса Христа, находящегося в синагоге Назарета среди людей и читающего книгу пророка Исайи.
Выражение, взятое из службы Новолетию, «венец лета» — это «годовой круг» или «год».
В народной традиции праздник Новолетия получил название «день Семёна Летопроводца», то есть день Семёна (просторечье от имени Симеона Столпника), сопровождающего новый год (лето).